# NFL Top 100 di tutti i tempi
La classifica dei migliori giocatori di tutti i tempi della National Football League, in inglese Top 100: NFL's Greatest Players, è stata una serie televisiva trasmessa in dieci parti da NFL Network nel 2010. La serie fu basata sui migliori 100 giocatori della National Football League di tutti i tempi, scelta da una commissione selezionata da NFL Network. I membri votanti erano ex allenatori, giocatori e dirigenti della NFL e membri dei media. Ogni episodio, trasmesso il giovedì dal 3 settembre al 4 novembre 2010, introdusse un gruppo di dieci giocatori della lista, partendo dalla posizione numero 100 alla 91 e salendo nella lista di settimana in settimana.
L'ultimo episodio, trasmesso il 4 novembre 2010, presentò i 10 migliori giocatori di tutti i tempi, secondo NFL Network. Jerry Rice fu scelto come miglior giocatore di tutti i tempi, con Jim Brown al secondo posto. Il difensore classificato più in alto, Lawrence Taylor, fu inserito al terzo posto. Allo stesso tempo, NFL Network pubblicò anche una lista basata sulle votazioni dei tifosi, in cui Rice si classificò nuovamente primo, seguito da Joe Montana, Walter Payton e Barry Sanders.

## La classifica

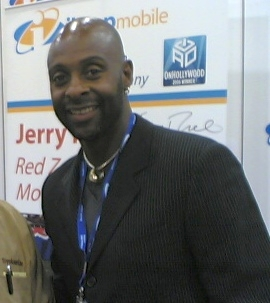
Jerry Rice, al numero 1

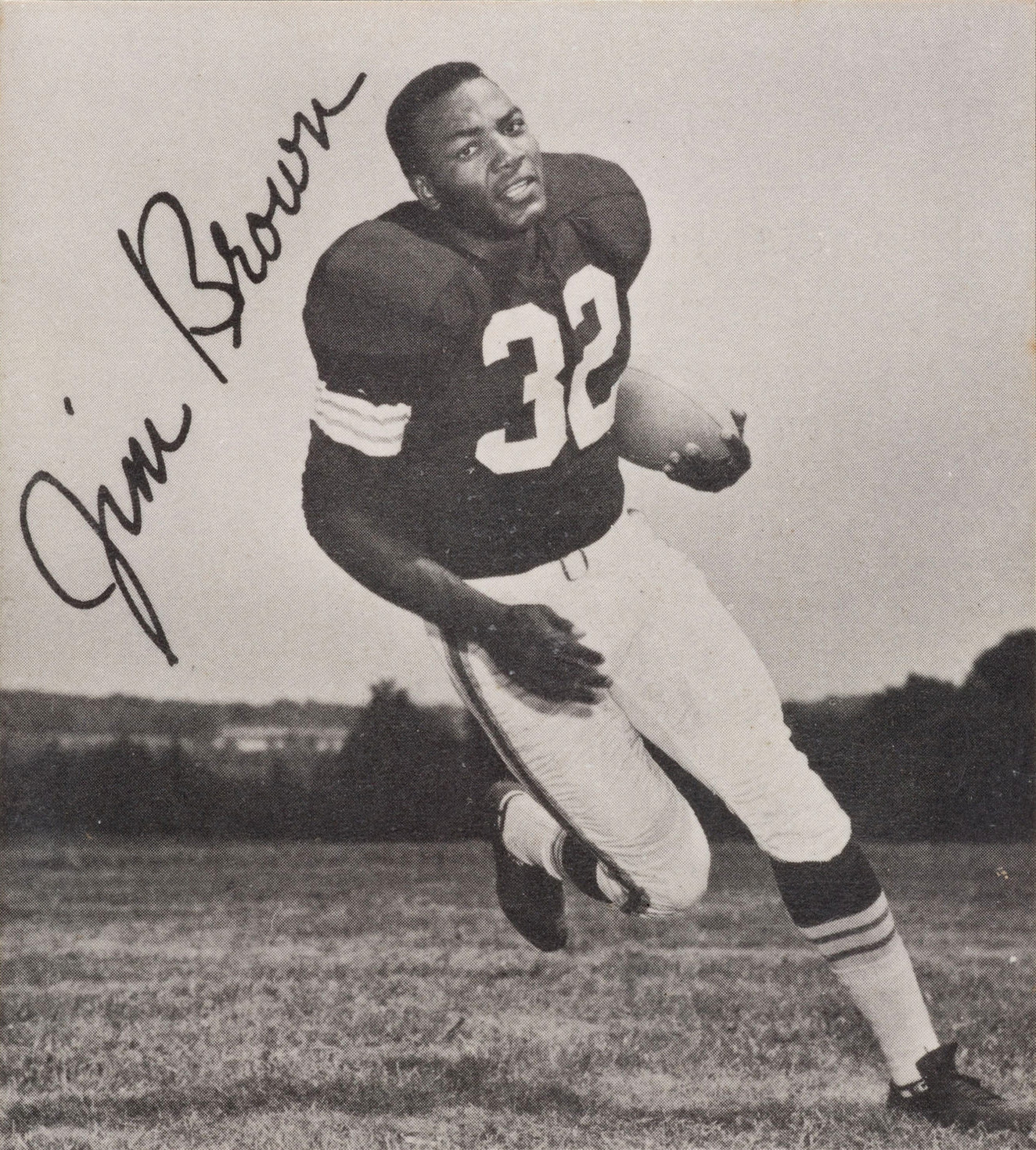
Jim Brown, al numero 2, il primo running back in classifica

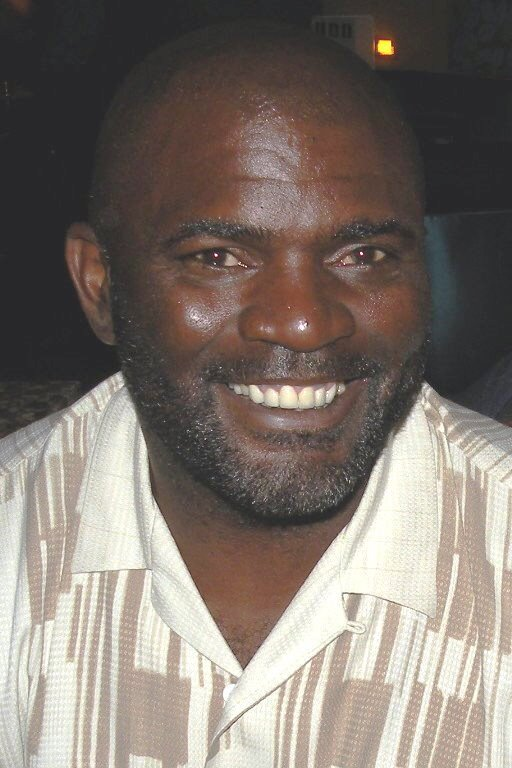
Lawrence Taylor, al numero 3, il primo difensore in classifica

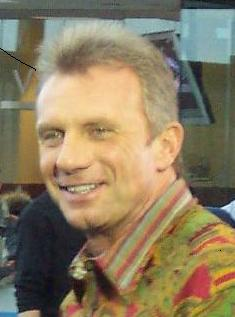
Joe Montana, al numero 4, il primo quarterback in classifica

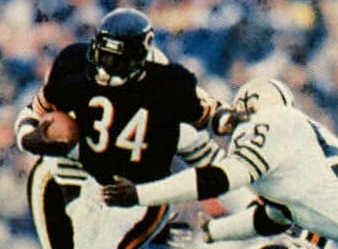
Walter Payton, al numero 5

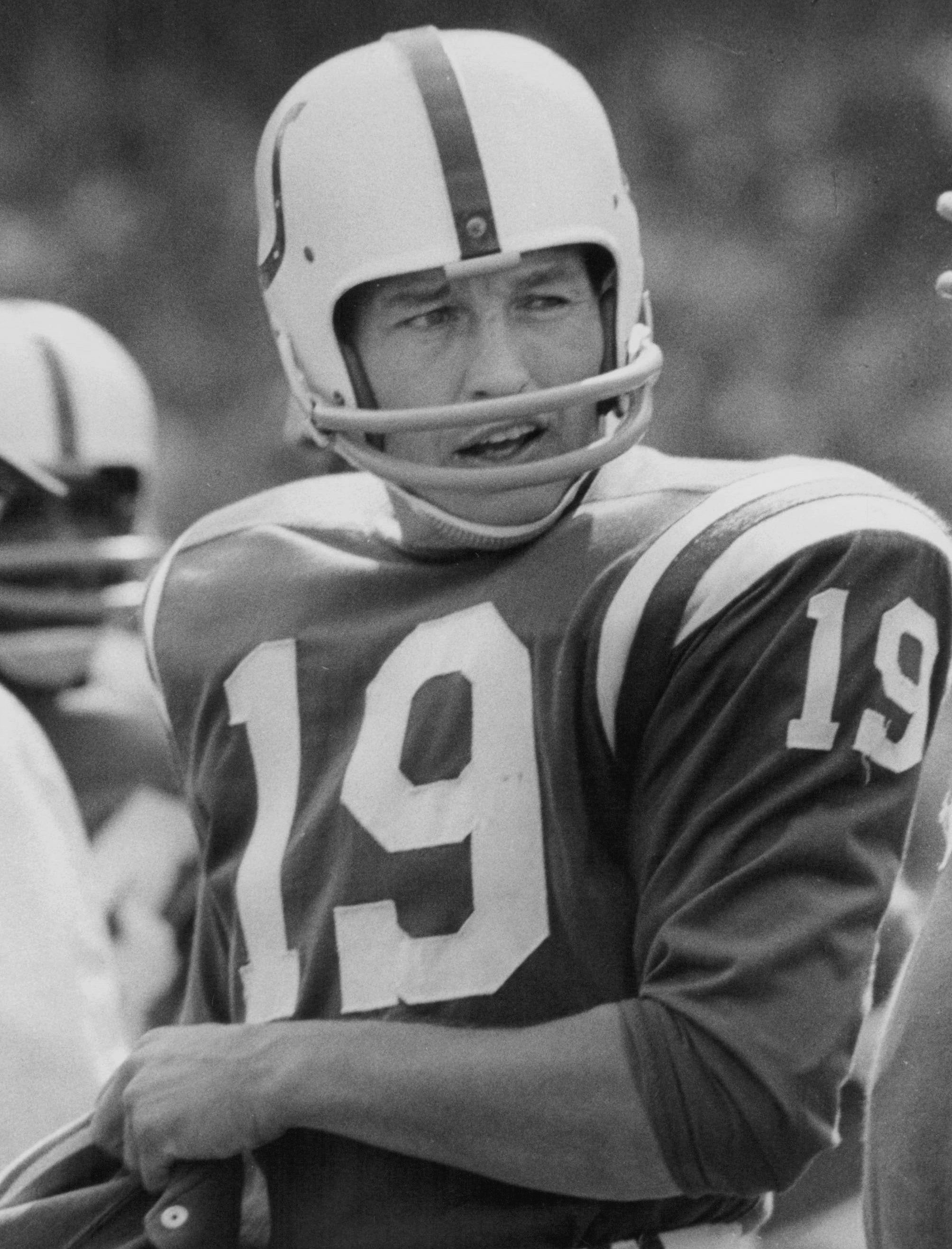
Johnny Unitas al numero 6

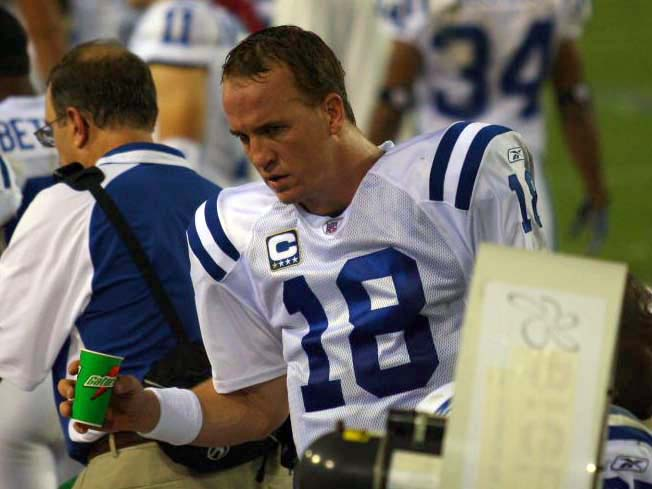
Peyton Manning, in ottava posizione

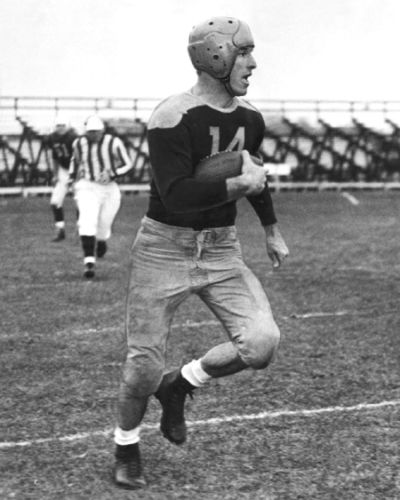
Don Hutson, al numero 9

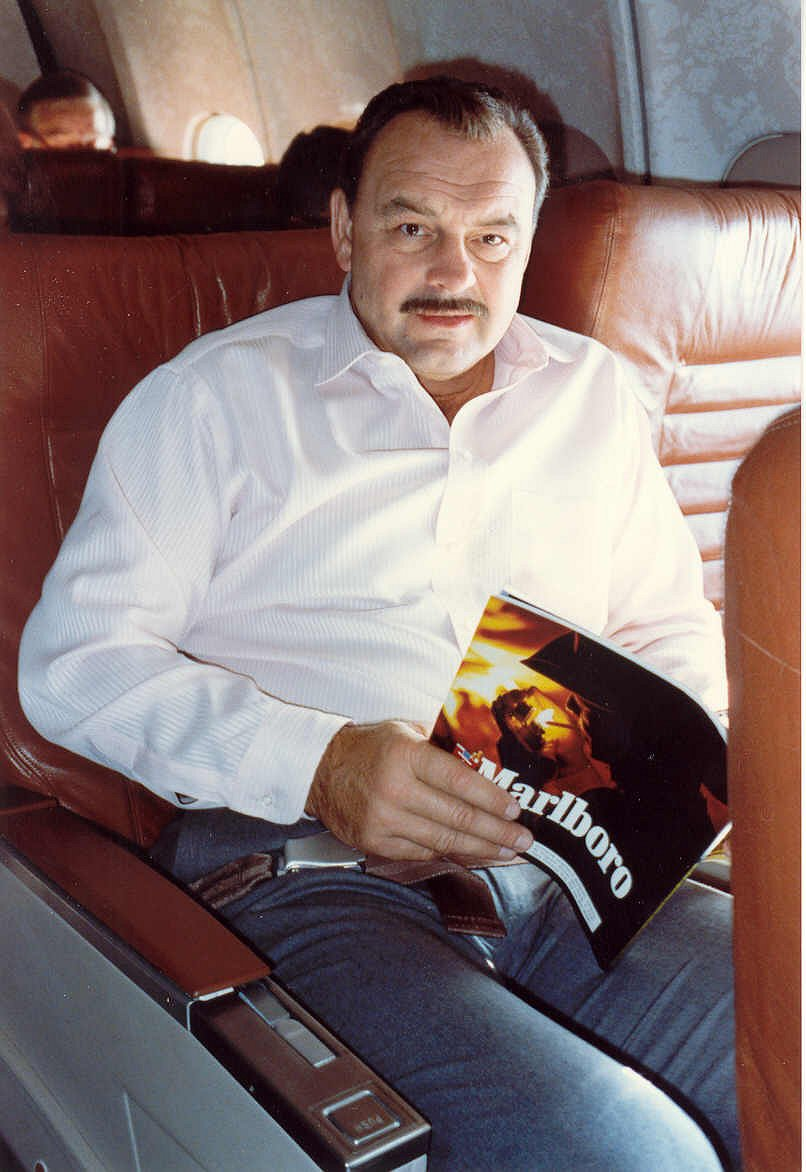
Dick Butkus, al numero 10

| Pos. | Giocatore           | Squadra/e                                          | Anni        | Ruolo             |
| ---- | ------------------- | -------------------------------------------------- | ----------- | ----------------- |
| 1    | Jerry Rice          | 49ers, Raiders, Seahawks, Broncos                  | 1985 - 2005 | Wide receiver     |
| 2    | Jim Brown           | Browns                                             | 1957 - 1965 | Running back      |
| 3    | Lawrence Taylor     | Giants                                             | 1981 - 1993 | Linebacker        |
| 4    | Joe Montana         | 49ers, Chiefs                                      | 1979 - 1994 | Quarterback       |
| 5    | Walter Payton       | Bears                                              | 1975 - 1987 | Running back      |
| 6    | Johnny Unitas       | Steelers, Colts Chargers                           | 1955 - 1973 | Quarterback       |
| 7    | Reggie White        | Eagles, Packers, Panthers                          | 1985 - 2000 | Defensive end     |
| 8    | Peyton Manning      | Colts, Broncos                                     | 1998 - 2016 | Quarterback       |
| 9    | Don Hutson          | Packers                                            | 1935 - 1945 | Wide receiver     |
| 10   | Dick Butkus         | Bears                                              | 1965 - 1973 | Linebacker        |
| 11   | Ronnie Lott         | 49ers, Raiders, Jets, Chiefs                       | 1981 - 1995 | Cornerback        |
| 12   | Anthony Muñoz       | Bengals, Buccaneers                                | 1980 - 1993 | Offensive tackle  |
| 13   | Joe Greene          | Steelers                                           | 1969 - 1981 | Defensive tackle  |
| 14   | Sammy Baugh         | Redskins                                           | 1937 - 1952 | Quarterback       |
| 15   | Deacon Jones        | Rams, Chargers, Redskins                           | 1961 - 1974 | Defensive end     |
| 16   | Otto Graham         | Browns                                             | 1946 - 1955 | Quarterback       |
| 17   | Barry Sanders       | Lions                                              | 1989 - 1998 | Running back      |
| 18   | Ray Lewis           | Ravens                                             | 1996 - 2012 | Linebacker        |
| 19   | Bronko Nagurski     | Bears                                              | 1930 - 1943 | Fullback          |
| 20   | Brett Favre         | Falcons, Packers, Jets, Vikings                    | 1991 - 2010 | Quarterback       |
| 21   | Tom Brady           | Patriots                                           | 2000-2022   | Quarterback       |
| 22   | Gale Sayers         | Bears                                              | 1965 - 1971 | Running back      |
| 23   | John Elway          | Broncos                                            | 1983 - 1998 | Quarterback       |
| 24   | John Hannah         | Patriots                                           | 1973 - 1985 | Offensive guard   |
| 25   | Dan Marino          | Dolphins                                           | 1983 - 1999 | Quarterback       |
| 26   | Bob Lilly           | Cowboys                                            | 1961 - 1974 | Defensive tackle  |
| 27   | Merlin Olsen        | Rams                                               | 1962 - 1976 | Defensive tackle  |
| 28   | Emmitt Smith        | Cowboys, Cardinals                                 | 1990 - 2004 | Running back      |
| 29   | Jack Lambert        | Steelers                                           | 1974 - 1984 | Linebacker        |
| 30   | Dick Lane           | Rams, Cardinals, Lions                             | 1952 - 1965 | Cornerback        |
| 31   | Bruce Smith         | Bills, Redskins                                    | 1985 - 2003 | Defensive end     |
| 32   | Jim Parker          | Colts                                              | 1957 - 1967 | Offensive lineman |
| 33   | Sid Luckman         | Bears                                              | 1939 - 1950 | Quarterback       |
| 34   | Deion Sanders       | Falcons, 49ers, Cowboys, Redskins, Ravens          | 1989 - 2005 | Cornerback        |
| 35   | Chuck Bednarik      | Eagles                                             | 1949 - 1962 | Linebacker        |
| 36   | Raymond Berry       | Colts                                              | 1955 - 1967 | Wide receiver     |
| 37   | Jim Thorpe          | Bulldogs, Indians, Independents, Giants, Cardinals | 1915 - 1928 | Defensive back    |
| 38   | Lance Alworth       | Chargers, Cowboys                                  | 1962 - 1972 | Wide receiver     |
| 39   | Gino Marchetti      | Texans, Colts                                      | 1952 - 1966 | Defensive end     |
| 40   | O.J. Simpson        | Bills, 49ers                                       | 1969 - 1979 | Running back      |
| 41   | Rod Woodson         | Steelers, 49ers, Ravens, Raiders                   | 1987 - 2003 | Cornerback        |
| 42   | John Mackey         | Colts, Chargers                                    | 1952 - 1966 | Tight end         |
| 43   | Alan Page           | Vikings, Bears                                     | 1967 - 1981 | Defensive tackle  |
| 44   | Mel Blount          | Steelers                                           | 1970 - 1983 | Cornerback        |
| 45   | Tony Gonzalez       | Chiefs, Falcons                                    | 1997 - 2013 | Tight end         |
| 46   | Roger Staubach      | Cowboys                                            | 1969 - 1979 | Quarterback       |
| 47   | Ray Nitschke        | Packers                                            | 1958 - 1972 | Linebacker        |
| 48   | Red Grange          | Bears, Yankees                                     | 1925 - 1934 | Halfback          |
| 49   | Mike Haynes         | Patriots, Raiders                                  | 1976 - 1989 | Cornerback        |
| 50   | Terry Bradshaw      | Steelers                                           | 1970 - 1983 | Quarterback       |
| 51   | Bart Starr          | Packers                                            | 1956 - 1971 | Quarterback       |
| 52   | Eric Dickerson      | Rams, Colts, Raiders, Falcons                      | 1983 - 1993 | Running back      |
| 53   | Willie Lanier       | Chiefs                                             | 1967 - 1977 | Linebacker        |
| 54   | Forrest Gregg       | Packers, Cowboys                                   | 1956 - 1971 | Offensive tackle  |
| 55   | Earl Campbell       | Oilers, Saints                                     | 1978 - 1985 | Running back      |
| 56   | Gene Upshaw         | Raiders                                            | 1967 - 1981 | Offensive guard   |
| 57   | Mike Singletary     | Bears                                              | 1981 - 1992 | Linebacker        |
| 58   | Steve Van Buren     | Eagles                                             | 1944 - 1951 | Halfback          |
| 59   | Mike Ditka          | Bears, Eagles, Cowboys                             | 1961 - 1972 | Tight end         |
| 60   | Jack Ham            | Steelers                                           | 1971 - 1982 | Linebacker        |
| 61   | LaDainian Tomlinson | Chargers, Jets                                     | 2001 - 2011 | Running back      |
| 62   | Randy White         | Cowboys                                            | 1975 - 1988 | Linebacker        |
| 63   | Jim Otto            | Raiders                                            | 1960 - 1974 | Centro            |
| 64   | Herb Adderley       | Packers, Cowboys                                   | 1961 - 1972 | Cornerback        |
| 65   | Randy Moss          | Vikings, Raiders, Patriots, Titans, 49ers          | 1998 - 2012 | Wide receiver     |
| 66   | Willie Brown        | Broncos, Raiders                                   | 1963 - 1978 | Cornerback        |
| 67   | Kellen Winslow      | Chargers                                           | 1979 - 1987 | Tight end         |
| 68   | Mike Webster        | Steelers, Chiefs                                   | 1974 - 1990 | Centro            |
| 69   | Bobby Bell          | Chiefs                                             | 1963 - 1974 | Linebacker        |
| 70   | Marshall Faulk      | Colts, Rams                                        | 1994 - 2006 | Running back      |
| 71   | Paul Warfield       | Browns, Dolphins                                   | 1964 - 1977 | Wide receiver     |
| 72   | Jonathan Ogden      | Ravens                                             | 1996 - 2007 | Offensive tackle  |
| 73   | Ozzie Newsome       | Browns                                             | 1978 - 1990 | Tight end         |
| 74   | Marion Motley       | Browns, Steelers                                   | 1946 - 1955 | Fullback          |
| 75   | Darrell Green       | Redskins                                           | 1983 - 2002 | Cornerback        |
| 76   | Art Shell           | Raiders                                            | 1968 - 1982 | Defensive tackle  |
| 77   | Tony Dorsett        | Cowboys, Broncos                                   | 1977 - 1988 | Running back      |
| 78   | Bruce Matthews      | Oilers/Titans                                      | 1983 - 2001 | Offensive lineman |
| 79   | Emlen Tunnell       | Giants, Packers                                    | 1948 - 1961 | Defensive back    |
| 80   | Troy Aikman         | Cowboys                                            | 1989 - 2000 | Quarterback       |
| 81   | Steve Young         | Buccaneers, 49ers                                  | 1984 - 1999 | Quarterback       |
| 82   | Ted Hendricks       | Colts, Packers, Raiders                            | 1969 - 1983 | Linebacker        |
| 83   | Norm Van Brocklin   | Rams, Eagles                                       | 1949 - 1960 | Quarterback       |
| 84   | Joe Schmidt         | Lions                                              | 1953 - 1965 | Linebacker        |
| 85   | Marcus Allen        | Raiders, Chiefs                                    | 1982 - 1997 | Running back      |
| 86   | Willie Davis        | Browns, Packers                                    | 1958 - 1969 | Defensive end     |
| 87   | Elroy Hirsch        | Rockets, Rams                                      | 1946 - 1957 | Running back      |
| 88   | Ed Reed             | Ravens, Texans, Jets                               | 2002 - 2013 | Safety            |
| 89   | Ernie Nevers        | Eskimos, Cardinals                                 | 1926 - 1931 | Fullback          |
| 90   | Kurt Warner         | Packers, Rams, Giants, Cardinals                   | 1994 - 2009 | Quarterback       |
| 91   | Fran Tarkenton      | Vikings, Giants                                    | 1961 - 1978 | Quarterback       |
| 92   | Michael Irvin       | Cowboys                                            | 1988 - 1999 | Wide receiver     |
| 93   | Sam Huff            | Giants, Redskins                                   | 1956 - 1969 | Linebacker        |
| 94   | Lenny Moore         | Colts                                              | 1956 - 1967 | Halfback          |
| 95   | Larry Allen         | Cowboys, 49ers                                     | 1994 - 2007 | Guardia           |
| 96   | Mel Hein            | Giants                                             | 1931 - 1945 | Offensive lineman |
| 97   | Derrick Brooks      | Buccaneers                                         | 1995 - 2008 | Linebacker        |
| 98   | Lee Roy Selmon      | Buccaneers                                         | 1976 - 1984 | Defensive end     |
| 99   | Michael Strahan     | Giants                                             | 1993 - 2007 | Defensive end     |
| 100  | Joe Namath          | Jets, Rams                                         | 1965 - 1977 | Quarterback       |